# SGI Onyx
La SGI Onyx est une station de travail dédiée au développement et à l'infographie, conçue par Silicon Graphics et sortie en 1993. Deux modèles de SGI Onyx existent : Deskside, au format mini-tour, et Rackmount, montable en rack 19 pouces.
L'architecture de base du système Onyx repose sur les serveurs SGI Challenge, avec l'inclusion de matériel graphique. L'Onyx a été employée à partir du début de l'année 1995 comme base du kit de développement pour les jeux de la console Nintendo 64, vendu à un tarif unitaire initial de 250 000 $. L'Onyx a été remplacée par l'Onyx2 en 1996 et sa fabrication s'est arrêtée le 31 mars 1999.

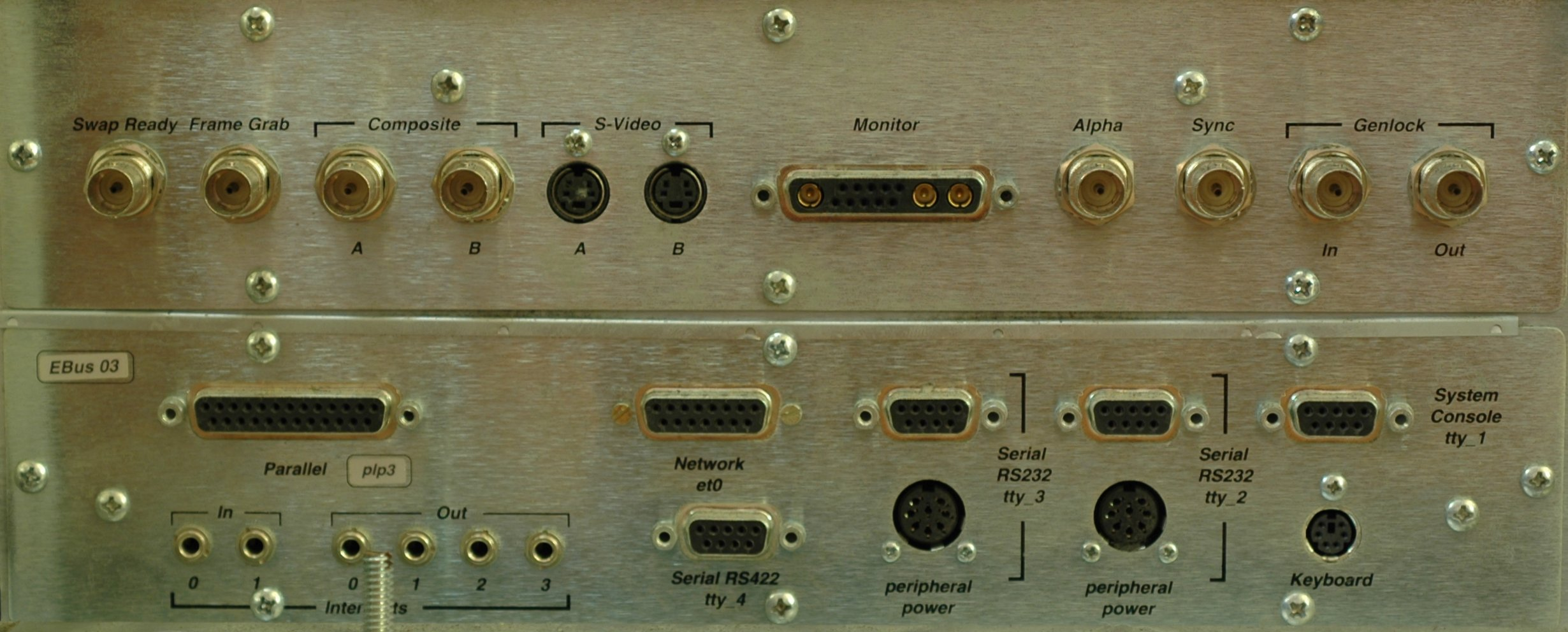
Ports d'E/S

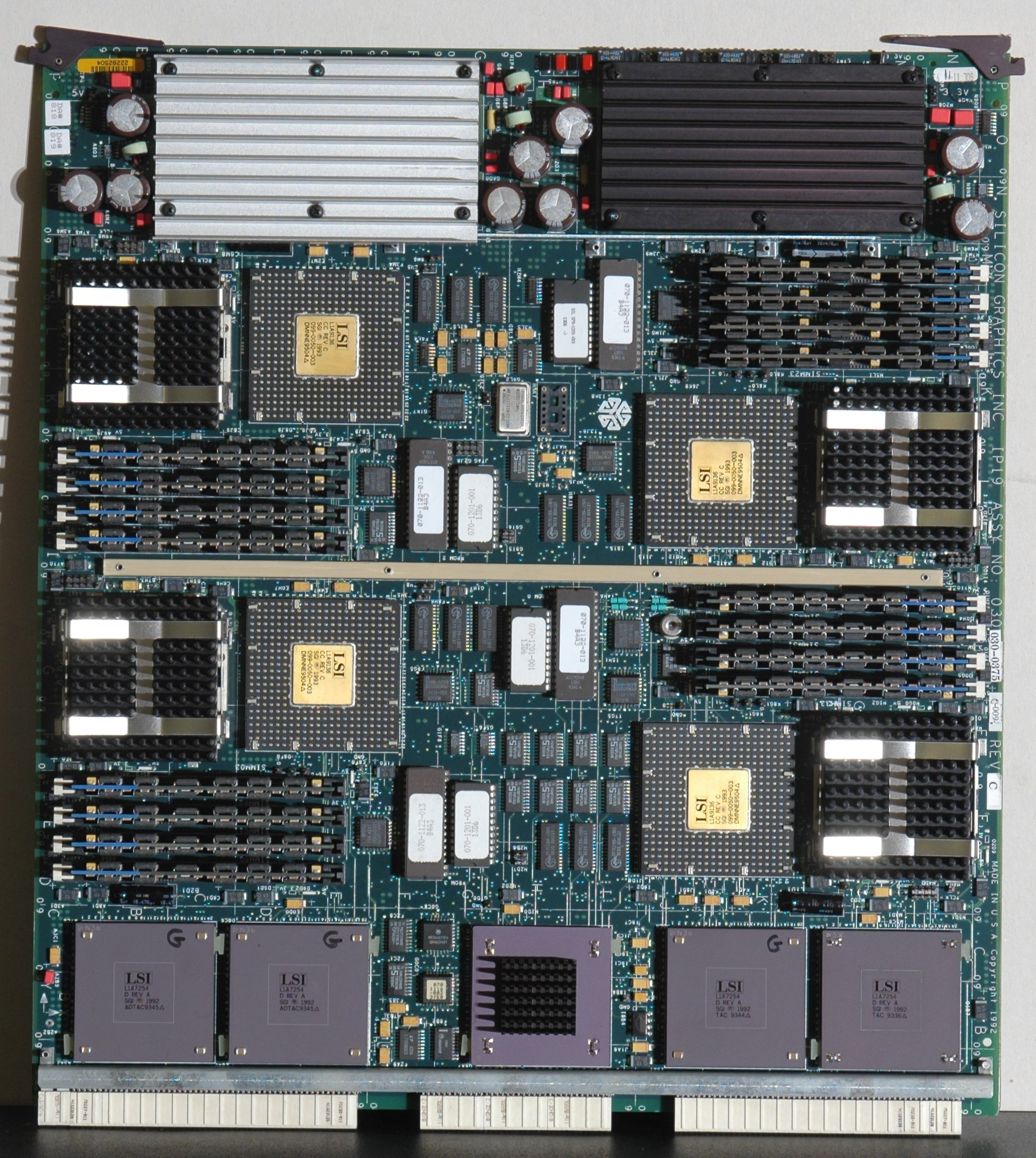
Carte mère quadruple processeur